# Atypophthalmus machidai
Atypophthalmus machidai är en tvåvingeart som först beskrevs av Alexander 1921.  Atypophthalmus machidai ingår i släktet Atypophthalmus och familjen småharkrankar. Inga underarter finns listade i Catalogue of Life.